# Pyrausta griveaudalis
Pyrausta griveaudalis là một loài bướm đêm trong họ Crambidae.